# Oker
52°31′25″N 10°21′39″Ø / 52.52361°N 10.36083°Ø
Oker er en flod i den tyske delstat Niedersachsen  – en biflod til Aller, som igen løber ud i Weser. Floden er 105 km lang og har sit udspring  900 moh. i bjergkæden Harzen nær grænsen til det tidligere Østtyskland.  Afvandingsområdet er på 1.800 km².
Floden er opdæmmet med dæmningen Okertalsperre i Harzgebirge. Herfra benyttes den til kanosejlads helt ned til middelalderbyen Goslar. Videre løber floden gennem storbyerne Wolfenbüttel og Braunschweig. Efter Braunschweig ledes Oker under Mittellandkanal og løber videre ud i Aller midt mellem byerne Celle og Gifhorn.
I middelalderen dannede floden grænsen mellem bispedømmerne Halberstadt (senere kurfyrstendømmet Brandenburg) og Hildesheim. Efter 1814 var Oker grænseflod mellem kongeriget Hannover i vest og henholdsvis hertugdømmet Braunschweig og kongeriget Preussen i øst. I efterkrigstiden var dele af floden også grænseflod mellem Vest- og Østtyskland.